# 沢石村
沢石村（さわいしむら）は福島県田村郡にかつて存在した村である。

## 地理
現在の三春町の北東部に位置する。
村域は阿武隈高地に位置し、山がちな地形が多い。

## 歴史
村名は、実沢村・富沢村の沢と青石村の石を組み合わせて沢石村になった。

### 村域の変遷
- 1889年（明治22年）4月1日 - 町村制施行により、実沢村・富沢村・青石村が合併し田村郡 沢石村が発足。
- 1955年（昭和30年）4月1日 - 沢石村は三春町、中妻村、中郷村、要田村、御木沢村が合併し三春町が発足。沢石村は消滅。

変遷表
| 1868年 以前 | 1868年 以前 | 明治22年 4月1日 | 昭和30年 4月1日 | 現在   |
| ----------- | ----------- | --------------- | --------------- | ------ |
|             | 実沢村      | 沢石村          | 三春町          | 三春町 |
|             | 富沢村      | 沢石村          | 三春町          | 三春町 |
|             | 青石村      | 沢石村          | 三春町          | 三春町 |

## 大字
- 実沢（さねざわ）
- 富沢（とみざわ）
- 青石（あおいし）

## 人口・世帯

### 人口
総数 [単位： 人]
| 1889年（明治22年） | 1,668 |
| 1920年（大正 9年） | 1,988 |
| 1947年（昭和22年） | 3,485 |

### 世帯
総数 [単位： 世帯]
| 1920年（大正 9年） | 337 |
| 1947年（昭和22年） | 411 |